# جون كوينسي
جون كوينسي (بالإنجليزية: John Quincy)‏ هو سياسي أمريكي، ولد في 21 يوليو 1689 في بوسطن في الولايات المتحدة، وتوفي في 13 يوليو 1767.